# Kaplica Świętej Trójcy w Chochorowicach
Kaplica Świętej Trójcy — zabytkowa kaplica mszalna, wzniesiona w 1880 roku, z fundacji Stanisława Mordarskiego, położona w centrum wsi Chochorowice. W 2008 roku, w czynie społecznym, został przeprowadzony kapitalny remont rozpadającej się wówczas kaplicy.

## Architektura
Wybudowana z kamienia i cegły, kryta blachą. Prostokątna, zamknięta półkoliście. Fasada nieznacznie poszerzona, z uskokowym szczytem, w którym znajduje się wnęka. Wejście prostokątne, a okna zamknięte półkoliście. Dach dwuspadowy, na którym znajduje się ośmioboczna wieżyczka na sygnaturkę, szpiczasta, zwieńczona krzyżem. 

## Wnętrze
Wewnątrz bogato zdobiony barokowy, drewniany ołtarz z drugiej połowy XIX wieku. W centralnym jego polu obraz św. Trójcy, poniżej obrazu krzyż, po bokach dwie figurki. Symetrycznie, po obydwu stronach znajdują się dwie kolumny, na których siedzą aniołki. Obok kolumn rzeźby dwóch apostołów. W zwieńczeniu ołtarza głowa Chrystusa, strzeżona przez głowy aniołów.
Ponad ołtarzem, na gipsowej belce znajduje się napis: Któryś za nas cierpiał Rany, Jezu Chryste zmiłuj się nad nami, zaś ponad napisem krzyż. Pośrodku kaplicy wisi lampa wieczna, a na ścianach ludowe obrazy.